# ギャバホイ
ギャバホイ27歳（ギャバホイ にじゅうななさい、1976年8月18日 - ）は、フリーの日本のお笑いタレント。本名：田口 幸宗 レオ（たぐち ゆきのり レオ）。旧芸名：オレ田口、レオちゃん、ギャバホイ。ブラジル・サンパウロ生まれ。かつてはホリプロ、スーパーマン☆エンターテイメント、ノーリーズンに所属していた。

## 略歴・人物
- 身長186cm。血液型A型。しし座。
- 2歳までサンパウロに住む[1]。
- 趣味、特技はマッサージ[1]。
- かつての所属事務所はホリプロ → スーパー☆マンエンターテインメント、後、ノーリーズンに所属。
- 以前は眼鏡を掛けていなかったり、レンズが丸い形の眼鏡を掛けていたりしたこともあったが、最近ではサングラスにアロハシャツ、短パンという姿で出演することが多い。[いつ?]
- ホリプロ時代はトリオ「反心DAN技」として活動[2]。解散後は「オレ田口」という芸名で活動。2004年頃には永野、いでけんじとともにトリオ「メタルゴッドスネーカーズ」として活動していた。
- 『ダイナマイト関西2008』で決勝進出[3]。
- M-1グランプリ2010においては、同じ事務所所属のダイシと組んでのコンビ『レオちゃんダイちゃん』で出場[4]。
- R-1ぐらんぷり2012において、準決勝まで進出[5][6]。
- 2017年1月、なおととのコンビ「金乳銀乳（きんにゅうぎんにゅう）」を結成。なお、このコンビでのレオちゃんの芸名は「民族亭大移動（みんぞくていだいいどう）」[7]。2020年1月17日のライブ『地球ぶった斬りVol.8』（新宿ブリーカー）をもって解散した[8]。
- 2019年は月に2回単独ライブを行っている[9]。2017年8月25日に開催された単独ライブ『レオちゃん下積み編最終回』（中野440スタジオ）では、当日披露した新ネタ以外の、過去に発表した全てのネタを商品として販売にかけた[10]。
- 2019年12月、レオちゃんから「ギャバホイ」に改名[11]。
- 2020年4月17日、13年間所属していたノーリーズンを退社し、フリーで活動していく事を発表した[12]。
- 2020年6月29日、加藤ミリガンとコンビ「キングofコント」を結成した事を発表[13]。2020年10月25日に「キングofコント」から「お天空音頭」と改名し、2021年9月5日に解散。ピン活動と並行しながらのコンビ活動となっていた[14]。
- 2021年2月21日、Be-1グランプリ決勝でトップバッターながらも準優勝を果たした。
- 2021年10月12日、年齢が原因でオーディションを落とされてしまった事を機に「ギャバホイ27歳」に改名[15]。
- 2022年12月8日、「放課後気ままなお笑ライフ」に出演した際、出演組数が少なかったためフリートークが長丁場になる予定だったところを自身のピンネタの時間を伸ばして調整し、トーク時間の短縮に成功したことがある。

## 芸風
- コント（ショートコント）が多く、朴訥とした口調であり得ないような設定のネタを演じることが主。締めの台詞には「それじゃレオちゃん、あっち（舞台への出入口）に行きます」などがある[16]。